# Museo de Historia Natural (Universidad Nacional Mayor de San Marcos)
El Museo de Historia Natural de la Universidad Nacional Mayor de San Marcos (MHN-UNMSM), también llamado Museo de Historia Natural de Lima o Museo de Historia Natural «Javier Prado», es un museo de historia natural ubicado en el distrito de Jesús María, en Lima, Perú, el principal y más antiguo de su tipo en el país. El museo está encargado de recolectar, investigar y exponer organismos y muestras representativas del patrimonio natural del Perú y de la humanidad en lo concerniente a flora, fauna y geología. Como tal, es el primer museo en mostrar colecciones de zoología, botánica, ecología y geociencias del país. 
Fue creado el 28 de febrero de 1918 en sesión extraordinaria de la facultad de ciencias de la Universidad de San Marcos, siendo entonces rector Javier Prado y decano de la facultad Enrique Guzmán y Valle. Inicialmente, desde 1918 hasta 1934 se ubicó en el segundo piso de la facultad de letras en la Casona de San Marcos, allí llegó a recibir la valiosa colección del investigador italiano Antonio Raimondi. En 1934 todas las colecciones se trasladan al local en Jesús María, donde se ubica hasta la actualidad como una dependencia del rectorado de la Universidad de San Marcos.
Cuenta con varias salas de exposición, así como un auditorio; brinda además servicios de asesoría, determinación de especies y diagnóstico sobre temas relacionados al ámbito natural, al mismo tiempo busca promover la protección y conservación natural del Perú por medio de sus exposiciones regulares y especiales como el Museo de Noche y el Día de las Colecciones científicas abiertas al público. Tiene también una biblioteca especializada y realiza publicaciones especializadas de manera continua.
El Museo de Historia Natural cuenta además con una filial en la región de Arequipa denominada Museo Paleontológico de Sacaco, el cual resguarda diversos restos fósiles de la zona paleontológica de Sacaco, reconocida por el Ministerio de Cultura del Perú como Patrimonio Cultural de la Nación.

## Historia
El Museo de Historia Natural fue fundado el 28 de febrero de 1918 en sesión extraordinaria de la Facultad de Ciencias de la Universidad Nacional Mayor de San Marcos, la cual estuvo presidida por el Dr. Enrique Guzmán y Valle, y que contó con la presencia del rector de la universidad, el Dr. Javier Prado, y del promotor principal, el Dr. Carlos Rospigliosi Vigil. En la sesión se reconoció la destacada labor emprendida un año antes por el Dr. Carlos Rospigliosi para gestionar y promover la creación de un museo de historia natural de Lima, por lo que se le nombró "Director y Fundador del Museo de Historia Natural".

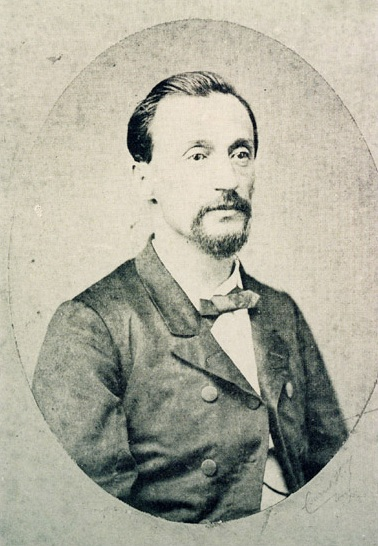
El museo alberga las importantes colecciones del destacado investigador sanmarquino y naturalista italiano Antonio Raimondi.

El personal inicial estaba constituido por un jefe conservador y tres jefes de áreas correspondientes a las secciones de zoología, botánica y mineralogía, quienes integraron las primeras expediciones científicas que recolectaron las primeras muestras para la instalación del museo y como material de estudio. La primera expedición científica universitaria la organizó el mismo Dr. Rospigliosi, en abril de 1918. En ella tomaron parte profesionales de las distintas ramas científicas, aportando materiales de fauna, flora y minerales. En esta expedición se realizaron estudios, mediciones y evaluaciones de los recursos naturales del departamento de Junín y del departamento de Huánuco. La segunda expedición, nombrada por la Sociedad Geográfica de Lima, se realizó en 1920. De ella formó parte el explorador del Polo Sur, el profesor Otto Nordenskjold, que recorrió parte de la sierra y de la montaña del departamento de Junín.
| Director | Nombre                         | Período       |
| -------- | ------------------------------ | ------------- |
| 1.º      | Dr. Carlos Rospigliosi Vigil   | 1918-1938     |
| 2.º      | Dr. Carlos Morales Macedo      | 1938-1947     |
| 3.º      | Dr. Jehan Vellard              | 1947-1956     |
| 4.º      | Ing. Bernardo Boit             | 1956-1961     |
| 5.º      | Dr. Ramón Ferreyra Huerta      | 1961-1981     |
| 6.º      | Dr. Hernando de Macedo Ruiz    | 1981-1985     |
| 7.º      | Dra. Emma Cerrate de Ferreira  | 1985-1988     |
| 8.º      | Dr. Gerardo Lamas Müller       | 1988-1992     |
| 9.º      | Blgo. Hernán Ortega Torres     | 1992-1995     |
| 10.º     | Dra. Magda Chanco              | 1995-1996     |
| 11.º     | Dr. Niels Valencia Chacón      | 1996-2005     |
| 12.º     | Dr. Gerardo Lamas Müller       | 2006-2009     |
| 13.º     | Dra. Betty Millán Salazar      | 2010-2016     |
| 14.º     | Dr. Víctor Raúl Pacheco Torres | 2017-2020     |
| 14.º     | Dr. Niels Valencia Chacón      | 2021-presente |

En 1920, el rector de la Universidad de San Marcos, el Dr. Javier Prado, gestiona ante el decano de la Facultad de Medicina "San Fernando", que las colecciones del sabio italiano y profesor sanmarquino Antonio Raimondi, sean cedidas al Museo de Historia Natural. Las colecciones de zoología se conservan en este el museo como una reliquia. Las colecciones mineralógicas se pudieron organizar en gran parte y actualmente se exponen en el pabellón de geociencias. El herbario de la colección "Raimondi" fue retenido en la escuela de farmacia y algunos años después enviado a Alemania para su clasificación, posteriormente retornaron al museo donde se conservan y exponen hasta la actualidad.
Desde su creación, en 1918, hasta 1934 el Museo de Historia Natural se ubicó los altos de la Facultad de Letras en la Casona de la Universidad de San Marcos del Parque Universitario. Luego, en 1934 se traslada a su actual sede en la Av. Arenales 1256, en el distrito de Jesús María. La construcción de esta edificación fue encargada por el Dr. Javier Prado en el momento de la fundación del museo, siendo diseñada y liderada por catedráticos de la Universidad de San Marcos. Ya en 1937, el museo contaba en su nuevo local con cinco secciones, que eran las de zoología general, botánica general, mineralogía, antropología y etnografía, y entomología. Ese mismo año, el museo adquiere su propia imprenta con la que lanza su primera publicación oficial: el Boletín del Museo de Historia Natural, que se editó el primer trimestre de 1937, en él se daban a conocer las actividades institucionales y los primeros resultados científicos de sus investigadores.
A mediados del siglo XX, el museo contaba con importantes colecciones de la flora, fauna y gea del Perú, así como también contaba con la importante colaboración de investigadores peruanos y extranjeros como Augusto Weberbauer, Ramón Ferreyra, Javier Ortiz de la Puente, Enma Cerrate, Wolfgang Weyrauch, los esposos Hans Koepcke y María Koepcke, entre otros. Gracias a todo esto el museo diversifica sus publicaciones científicas, apareciendo en 1948 las publicaciones del museo con sus series de zoología, botánica y geología, en 1951 las memorias del museo, y en 1964 su serie de divulgación. En 1971 el museo perdería a una de sus principales investigadoras, la ornitóloga María Koepcke, en el fatídico accidente aéreo del vuelo 508 de LANSA, en su honor una de las salas del museo tiene una placa que recuerda su labor y homenajea a su hija, única sobreviviente del accidente.
En su Discurso en ocasión de los 61 años de la institución del Día del Biólogo Peruano (UNMSM, 27 de noviembre de 2008) titulado "Comentarios sobre el desarrollo de la Zoología en la Facultad de Ciencias Biológicas de la Universidad Nacional Mayor de San Marcos" PG Aguilar Fernández ofrece una completa revisión de la trayectoria del Museo entre finales de los años '40 y mediados de los años '70.
En la actualidad el museo es uno de los principales centros de investigación de la Universidad de San Marcos, así también del Perú. Las investigaciones y hallazgos de colaboradores del museo han sido resaltados en reconocidas revistas internacionales como la revista Science y la revista Nature. Entre los más importantes hallazgos recientes por parte de investigadores del Museo de Historia Natural de Lima destacan el de los restos fósiles del cetáceo gigante prehistórico: Livyatan melvillei, y el del pingüino gigante prehistórico: Inkayacu paracasensis.

## Exposiciones

### Botánica
BOTAUN es la nueva Sala Permanente de Botánica.  En ella se muestra de manera didáctica y pedagógica todas las áreas de investigación de esta disciplina, enriquecida por los trabajos de los departamentos y laboratorios que componen la División Botánica dentro del Museo de Historia Natural.
Esta sala fue inaugurada el 28 de febrero de 2011, en el marco del 93.er Aniversario del MHN.
La curaduría y museografía estuvo a cargo la Arql. Gabriela Bertone quien es la actual museóloga.
Esta exposición es la primera muestra interactiva en botánica del Perú, con didácticos paneles que interactúan con el público.  Además cuenta con una célula vegetal ampliada más de 10.000.000 de veces, ejemplares de árboles fósiles, diagramas de tejidos a todo color y piezas arqueológicas que representan la larga relación entre sociedades prehispánicas y plantas. Cuenta con su herbario

### Geociencias
La principal sala de exposición del museo correspondiente a esta sección es:
- Sala de Mineralogía: se expone una importante colección de los más raros, hermosos y variados recursos minerales. También se aprecia las colecciones del sabio italiano Antonio Raimondi y Bernardo Biot. Además, se muestran algunos fósiles de plantas e invertebrados.

### Zoología
Las principales salas de exposición del museo correspondiente a esta sección son:

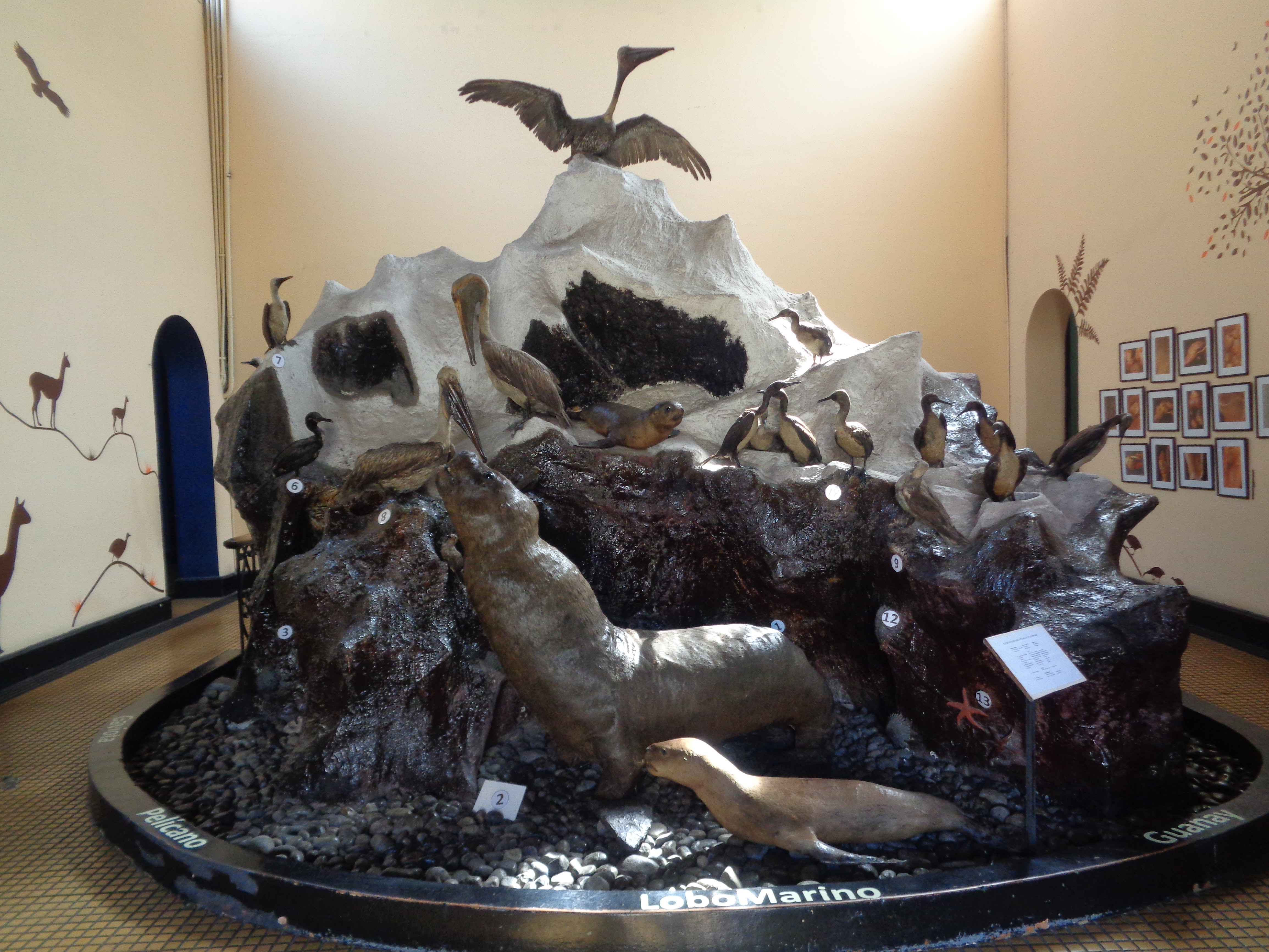
Área de especies marinas del Perú.

- Sala de Ecosistemas Naturales: Entre el pasillo del museo se encuentra una gran maqueta de varios animales de la costa, sierra y selva peruana. Uno de estos hay un diorama que representa una hermosa isla guanera donde está el cormorán, el pelícano, el guanay, gaviotas, estrellas de mar y los famosos lobos de mar.
- Sala de Mamíferos: el país presenta una gran variedad de estos animales, ocupando el quinto lugar a nivel mundial. En la sala se agrupan por diferentes características como: mamíferos que se encuentran en situación vulnerable como el oso de anteojos, el otorongo, entre otros; el grupo de camélidos sudamericanos cuya particular dentadura no causa la muerte de los pastos con que se alimentan; los edentados, llamados así porque no poseen dientes verdaderos, como los armadillos, oso hormiguero, y perezosos, muchos de ellos amenazados; entre otros.

- Sala de Primates: mamíferos que poseen un dedo oponible y que están emparentados con los humanos. Entre ellos, por ejemplo, está el mono choro de cola amarilla, que habita los bosques de neblina de San Martín y Amazonas, y que está en peligro de extinción. Entre los más pequeños se pueden observar al titi, el leoncillo, el mono nocturno, entre otros.

- Sala de Invertebrados: en esta sala se puede apreciar variedad de helmintos o gusanos, cangrejos, gasterópodos, insectos como la mariposa, la polilla, las mariquitas o chinitas, el escarabajo, saltamontes, hormigas, cucarachas y moluscos, etc.

- Sala de Peces: se presentan peces que habitan las aguas peruanas tanto marinas como continentales. Destacan grandes formas marinas del pez espada, del tiburón y la raya. Los de importancia económica como la sardina, la cojinova y el bonito. También otros que provienen de la selva amazónica como el gigante paiche, zúngaro, doncella, y la famosa carachama gigante. En esta sala se pueden apreciar la variedad de peces de las tres regiones del Perú, toda vez que ocupamos el segundo lugar en el mundo en número de especies de peces.

- Sala de Reptiles y Anfibios: se exponen lagartos como el caimán negro, y el único cocodrilo del Perú que es el de Tumbes. Las serpientes como la anaconda que puede llegar a medir 10 metros. Las víboras venenosas como la shushupe y la nacanaca. Entre los anfibios destaca la rana de Junín que está en peligro de extinción debido al consumo de su carne y que a pesar de su nombre común es un sapo. Se tiene una sala especial de tortugas donde se observa la variedad de estos pesados quelónidos acuáticos y terrestres, así como sus relaciones fitogenéticas.

- Sala de Aves: Esta Sala fue remodelada y posteriormente inaugurada a fines de agosto de 2012 mostrando la riqueza ornitológica del Perú.[5]

### Paleontología

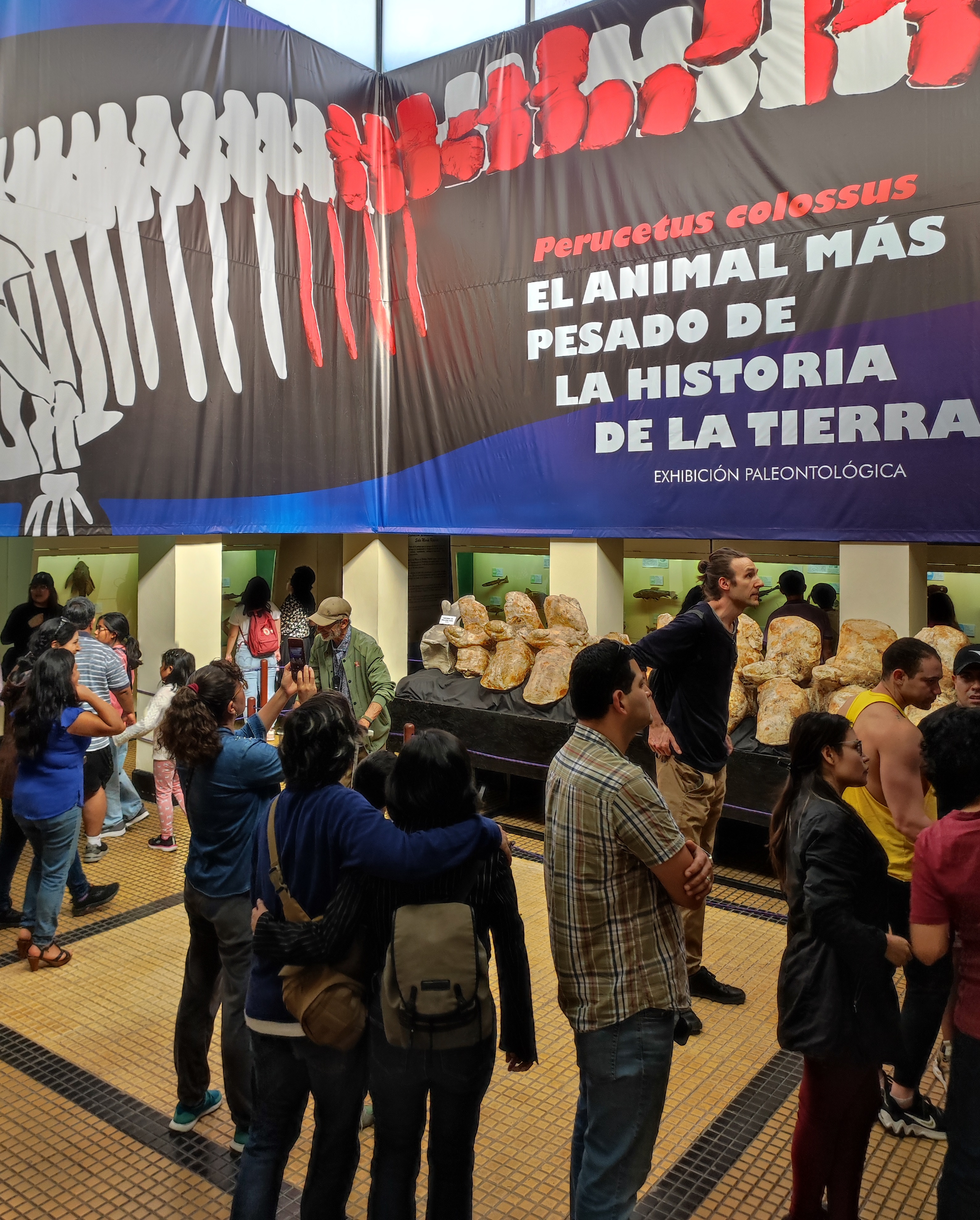
Exhibición del fósil del Perucetus colossus, el animal más pesado descubierto hasta la fecha. En el fondo se ubica Mario Urbina, investigador del museo y descubridor del referido fósil.

- Sala El Mundo Perdido de Sacaco y Ocucaje: Esta exposición fue inaugurada el 28 de febrero de 2011, en el marco del aniversario del MHN.  El curador y museógrafo fue Rodolfo Salas Gismondi, paleontólogo del Museo de Historia Natural. En esta sala están expuestos numerosos restos fósiles de ballenas, focas, tiburones, pingüinos, perezosos acuáticos, piroterios y tortuga marina gigante (pariente de las actuales tortugas charapas), encontrados en los desiertos de Sacaco (Arequipa) y Ocucaje (Ica). La conservación de estos ejemplares es impresionante. Además se exponen reproducciones a escala y a tamaño natural de los diferentes fósiles.

- Sala Leviatán: Es la exposición Realizada por Rodolfo Salas que muestra un gran cachalote, hipercarnívoro, con los dientes más grandes del planeta encontrados hasta ahora. Este animal habitaba el actual mar de Perú y se cree que se alimentaba de ballenas. La exposición es impresionante y posee el único ejemplar fósil en el mundo de esta especie.

- Sala de Dinosaurios: Podemos apreciar la representación a tamaño natural de tres especies de dinosaurios, uno de ellos el Titanosaurus de Bagua, cuyo húmero fue encontrado precisamente en Bagua, en el departamento de Amazonas. Además se puede obtener una amplia información respecto a estos animales, así como aspectos relacionados con la paleontología .

- Sala de 10.000 años atrás o la Megafauna: Esta exposición nos muestra la fauna pleistocénica en los Andes hace 10.000 años atrás. Allí podemos ver el caballo fósil sudamericano, ejemplar completo hallado en Arequipa , un cráneo de mastodonte con sus grandes colmillos, cráneos de Smilodon (tigre dientes de sable) el más grande depredador terrestre de esa época, que además nos muestra su rostro gracias a la reconstrucción llevada a cabo por el Paleontólogo Rodolfo Salas.
- El museo tiene una buena información sobre este tema además de investigaciones actualizadas.[6]

## Publicaciones
Durante los primeros meses de 1937 el museo adquiere su propia imprenta, con ella edita su primera publicación oficial: el Boletín del Museo de Historia Natural, en él se daba a conocer los primeros resultados científicos de las investigaciones del museo así como dar a conocer las actividades de la institución. Posteriormente, aparece en 1948 las Publicaciones del Museo con sus series de zoología, botánica y geología, en 1951 las Memorias del Museo y en 1964 la Serie de Divulgación; todas estas publicaciones han seguido de manera ininterrumpida hasta la actualidad. 
El museo realiza labores de investigación y cada año publica las nuevas especies que han sido identificadas.